# Bratovščina prstana (Tolkienova mitologija)
Bratovščina prstana je skupina devetih oseb iz fantazijskega romana Gospodar prstanov angleškega pisatelja Johna R.R. Tolkiena. Njena naloga je uničiti Prstan Mogote, ki ga išče Sauron s pomočjo Nazgûlov. 
ustanovijo v Razendelu. Za prstanonosca določijo hobita Froda Bisagina, za njegove spremljevalce pa hobite Samoglava Gamgija, Merjadoka Brendivinskega in Peregrina Tuka. Bratovščino sestavljata tudi dva človeka, Aragorn in Boromir, vilin Legolas, škrat Gimli in vešč Gandalf.